# Una storia d'amore (Jovanotti)
Una storia d'amore è un brano musicale di Jovanotti, pubblicato nel 2006 come terzo singolo estratto dall'album Buon sangue, distribuito nel 2005.